# Tomicodon rhabdotus
Tomicodon rhabdotus е вид лъчеперка от семейство Gobiesocidae. Видът не е застрашен от изчезване.

## Разпространение и местообитание
Разпространен е в Антигуа и Барбуда, Гваделупа, Доминика, Мартиника, Сейнт Китс и Невис и Сейнт Лусия.
Обитава крайбрежията на морета.

## Описание
На дължина достигат до 3,8 cm.